# Rafael García Santisteban
Rafael García y Santisteban (Madrid, 1829-Madrid, 1887) fue un diplomático y escritor español.

## Biografía
Nació el 16 de septiembre de 1829 en Madrid. Individuo de la carrera diplomática y fecundo poeta cómico, contribuyó con sus escritos a numerosos periódicos literarios y fue redactor en 1869 del titulado Don Quijote. Su firma apareció en El Faro de la Niñez (1859), La Idea (1860), El Teatro (1864), La Ilustración Española y Americana, Blanco y Negro, La Gran Vía y La Ilustración Católica, entre otras muchas publicaciones. Falleció el 9 de agosto de 1893 en su ciudad natal.

## NOtas
- Partes de este artículo incluyen texto de Ensayo de un catálogo de periodistas españoles del siglo XIX (1903-1904), una obra de Manuel Ossorio y Bernard (1839-1904) en dominio público.